# ATP Challenger La Spezia
Der ATP Challenger La Spezia (offiziell: La Spezia Challenger) war ein Tennisturnier, das 1981 einmal in La Spezia, Italien, stattfand. Es gehörte zur ATP Challenger Tour und wurde im Freien auf Sand gespielt.

## Liste der Sieger

### Einzel
| Jahr | Sieger          | Finalgegner       | Ergebnis |
| ---- | --------------- | ----------------- | -------- |
| 1981 | Adriano Panatta | Željko Franulović | 6:2, 6:0 |

### Doppel
| Jahr | Sieger                            | Finalgegner                    | Ergebnis |
| ---- | --------------------------------- | ------------------------------ | -------- |
| 1981 | Željko Franulović Adriano Panatta | Gianni Marchetti Enzo Vattuone | 6:2, 6:4 |